# Alan Herndon
Alan Michael Herndon (Colorado Springs, Colorado, 10 de noviembre de 1994) es un baloncestista estadounidense que pertenece a la plantilla del Naturtex-SZTE-Szedeák de la NB I/A húngara. Con 2,06 metros de estatura, juega en la posición de ala-pívot.

## Trayectoria deportiva

### Universidad
Jugó cuatro temporadas con los Cowboys de la Universidad de Wyoming, en las que promedió 8,6 puntos, 4,8 rebotes, 1,4 tapones y 1,3 asistencias por partido. En su último año fue elegido por la prensa como mejor jugador defensivo de la Mountain West Conference e incluido por los entrenadores en el mejor quinteto defensivo de la conferencia.

### Profesional
Tras no ser elegido en el draft de la NBA de 2018, disputó las Ligas de Verano de la NBA con los Washington Wizards, promediando 4,0 puntos, 1,7 rebotes y 1,0 tapones en los tres partidos que jugó. En el mes de agosto firmó su primer contrato profesional con el Sakarya BB de la Basketbol Süper Ligi turca, equipo con el que disputó trece partidos de liga, en los que promedió 7,1 puntos y 4,8 rebotes por partido.
En enero de 2019 dejó el equipo para fichar por el equipo japonés del Toyama Grouses, donde únicamente llegó a jugar un partido, en el que logró 13 puntos y 5 rebotes.
El 26 de octubre fue elegido en el puesto 9 del Draft de la NBA G League de 2019 por los Canton Charge. En su primera temporada en el equipo promedió 4,5 puntos y 2,0 asistencias por partido.
El 24 de diciembre de 2020, firma por el Heroes Den Bosch de la Dutch Basketball League, tras comenzar la temporada en las filas del PAOK Salónica BC griego.